# Docosia
Docosia är ett släkte av tvåvingar som beskrevs av Johannes Winnertz 1863. Docosia ingår i familjen svampmyggor.

## Dottertaxa tillDocosia, i alfabetisk ordning[1][2]
- Docosia aceus
- Docosia affinis
- Docosia agensiana
- Docosia antennata
- Docosia apicula
- Docosia caniripes
- Docosia carbonaria
- Docosia cephaloniae
- Docosia chandleri
- Docosia columbiana
- Docosia cuzcoensis
- Docosia defecta
- Docosia dialata
- Docosia dichroa
- Docosia diutina
- Docosia enos
- Docosia expectata
- Docosia flabellata
- Docosia flavicoxa
- Docosia fuerteventurae
- Docosia fumosa
- Docosia fuscipes
- Docosia gilvipes
- Docosia gutianshana
- Docosia helveola
- Docosia incolamontis
- Docosia inspicata
- Docosia juxtamontana
- Docosia laminosa
- Docosia landrocki
- Docosia lastovkai
- Docosia laxa
- Docosia matilei
- Docosia melita
- Docosia mongolica
- Docosia monstrosa
- Docosia montana
- Docosia moravica
- Docosia morionella
- Docosia muelleri
- Docosia mulleri
- Docosia nebulosa
- Docosia nigella
- Docosia nigra
- Docosia nigrita
- Docosia nitida
- Docosia obscura
- Docosia pallipes
- Docosia pammela
- Docosia pannonica
- Docosia paradichroa
- Docosia pasiphae
- Docosia pseudogillvipes
- Docosia rohaceki
- Docosia sciarina
- Docosia selini
- Docosia setosa
- Docosia sibirica
- Docosia similis
- Docosia sinensis
- Docosia sogetensis
- Docosia tibialis
- Docosia vierecki
- Docosia yangi